# Foltos szalamandra
A foltos szalamandra (Salamandra salamandra) a kétéltűek osztályába tartozó, Európában jól ismert védett állat. Több alfaját különböztetik meg.

## Előfordulása
Európában az északi részek kivételével, Nyugat-Ázsiában, Észak-Afrikában fordul elő.
Magyarország hegységeiben honos, az Északi-középhegységben, a Zempléni-hegységtől, egészen a Börzsönyig, a Dunántúli-középhegységben elsősorban a Bakonyban, a Soproni-hegységben és a Kőszegi-hegységben fordul elő. Általában 400 és 1000 méter közötti magasságban él. A lomberdők vizes, árnyékos helyeit kedveli.

## Alfajai
- Salamandra salamandra alfredschmidti
- Salamandra salamandra almanzoris
- Salamandra salamandra bejarae (v. hispanica)
- Salamandra salamandra bernardezi
- Salamandra salamandra beschkovi
- Salamandra salamandra crespoi
- Salamandra salamandra fastuosa (v. bonalli) – Sárga csíkos
- Salamandra salamandra gallaica – Portugál
- Salamandra salamandra gigliolii
- Salamandra salamandra infraimmaculata
- Salamandra salamandra longirostris – Los Barrios
- Salamandra salamandra morenica
- Salamandra salamandra salamandra (v. werneri)
- Salamandra salamandra semenovi
- Salamandra salamandra terrestris

## Megjelenése
14–20 cm hosszúságú, robusztus, esetlen állatka. Feje széles, orra lekerekített, kiugró sötét szemei és hosszúkás fültőmirigy-dudorai vannak. Rövid, vaskos végtagjai a mellsőkön négy, a hátsókon öt rövid ujjal rendelkeznek. Mindkét nem teste hát-hasi irányban enyhén lapított, a farok hengeres. Háta közepén két sorban mirigyek találhatók, az oldalán lévő szemölcssort pedig barázdák tagolják. Alapszíne nedvesen csillogó mélyfekete, hasa jellemzően szürkésfekete vagy feketésbarna. Mintázata változatos: az élénksárga szinte bármilyen árnyalatát viselheti egészen a vörösig, foltokkal és csíkokkal is. Foltjainak a száma, alakja, elhelyezkedése egyedileg változik.
Élénk színe enyhén mérgező bőrére hívja fel a figyelmet. A halántékán lévő fekete pöttyökkel tarkított mirigyekben termelődő váladék szembe vagy szájba jutva nyálkahártya-gyulladást okoz. Ennek egyik összetevője a szalamandrin alkaloida, mely az emlősöknél izomrángást, magas vérnyomást és szapora légzést okoz.

## Életmódja
A kifejlett szalamandra különféle rovarokkal, meztelen csigákkal, százlábúakkal, ászkákkal és férgekkel táplálkozik. Tiszta vizű patakok és csermelyek környékén, elsősorban lomberdőkben él. Az állatok kora tavasszal előbújnak telelőhelyükről (fagymentes természetes üregekből), ahol nemritkán csoportosan vészelik át a téli időszakot. Kedveli a sűrű növényzetű, mohával borított, bokrokkal, cserjékkel és kövekkel tarkított lejtőket, valamint az öreg lomberdőket, ahol sok a kidőlt fa és farönk. Általában éjjel aktív, de nagyobb esők után nappal is előbújik.
A vadonban 14–20, fogságban 24–30 évig él, de vannak beszámolók 50 évet élő példányokról is.

## Szaporodása
A párzási időszakban a hímek különösen aktívak és mozgékonyak. Minden feltűnő mozgásra reagálnak, odasietnek, ám csak odaérve a szaglásuk és a másik állat reakciói segítségével ismerik fel, hogy hím vagy nőstény. Párzáskor a hím a nőstény alá mászik, majd elhelyezkedve partnerét erősen átöleli, mivel a nőstény eleinte igyekszik őt elhárítani. Miután a nőstény elfogadta a hímet, a hím alsótestét kígyószerű mozgatásával elkezdi a nőstényéhez dörzsölni. A nőstény kis idő után ezt megfelelő testmozgással viszonozza. A hím ezután egy ondócsomót juttat el általában közvetetten a kloákájából a nőstény kloákájába. Ez az egész folyamat 15-30 percig tart.
A foltos szalamandra elevenszülő, teljesen mozgásképes lárvákat hoz a világra. A lárvák fejlődésének nagy része anyjuk testében a nyári és őszi hónapokban zajlik le, érettségük ellenére a téli hónapokat is e védett helyen töltik. A lárvák lerakása tavasszal vagy nyáron történik, patakokba vagy csermelyekbe. Éjjelente rakják le a lárvákat, egy-egy erősebb nőstény akár hetvenet is. Mivel a kifejlett szalamandra nagyon gyenge úszó, óvakodnia kell a lárvák lerakásánál: nehogy a vízbe essen, mert belefullad. A lárvák 25–30 mm hosszúak, testük erőteljes, végtagjaik teljesen kifejlettek, széles fejük és két oldalon 3-3 kopoltyúbojtjuk van. Mind a négy lábukon felül egy-egy világos folt látható. Vízben élő apró rákokkal és férgekkel táplálkoznak. 4-5 hónap után alakulnak át szárazföldön élő szalamandrává. Ezután már hasonlítanak a kifejlett állatokra, de még 4 év kell az ivarérettségig.
|  |  |  |  |

## Védettsége
Potenciális veszélyt jelent a lárvák számára a vízszennyezés, a felnőtt állatok számára pedig az ellenőrizetlen erdőirtás, amely jelentősen megváltoztatja a környezet mikroklímáját.
Európa több országában védett, így Magyarországon is, természetvédelmi értéke: 50 000 forint.

## Szalamandra a kultúrában
- Erdélyben targyík névvel illetik.
- Több ókori legenda foglalkozik vele, gyakran a mérgezőképessége folytán.
- Az Aggteleki Nemzeti Park jelképe a foltos szalamandra.[5]

## Képek

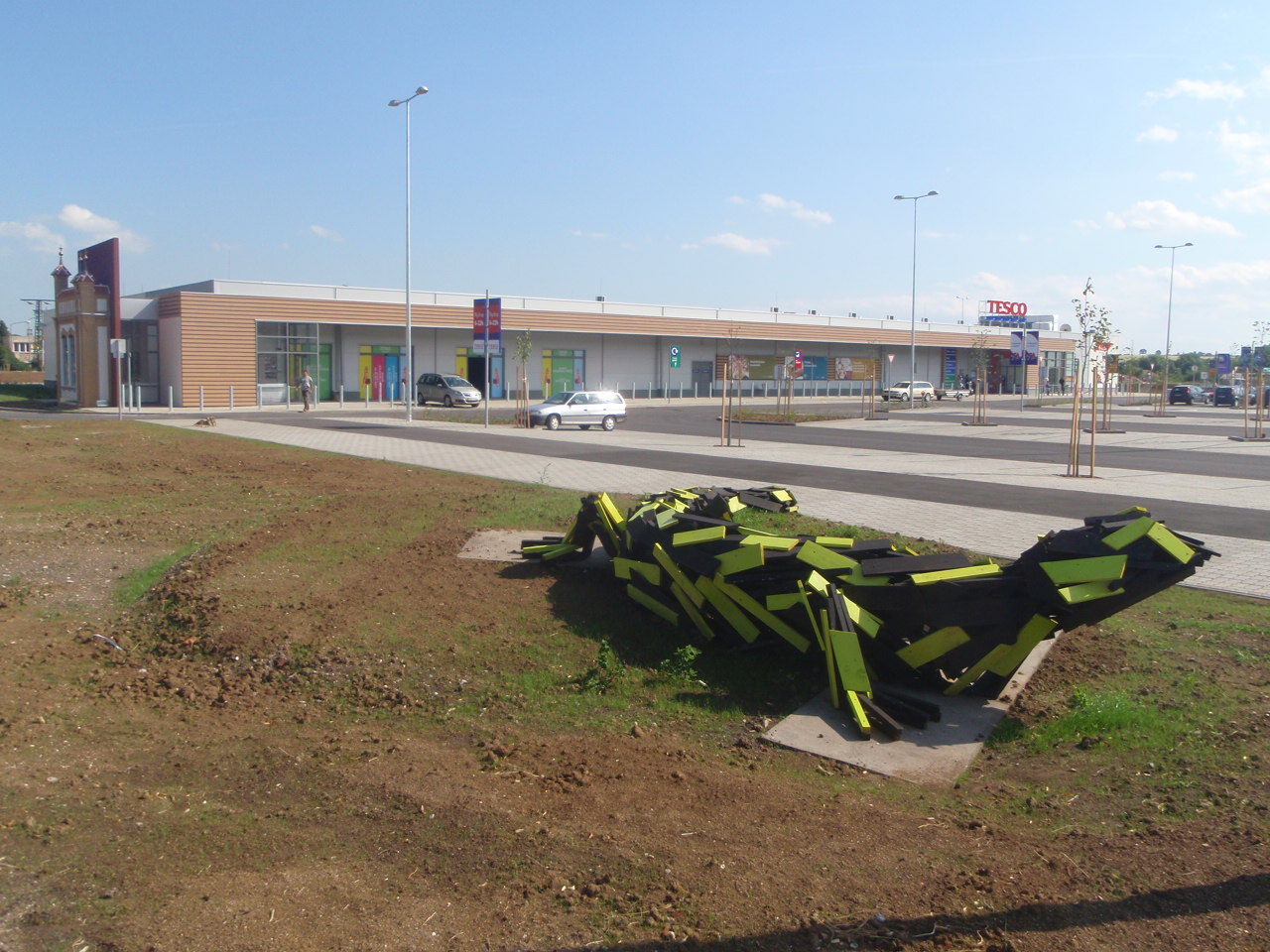
A Kőszegi-hegységben élő szalamandrának állított szobor Kőszegen
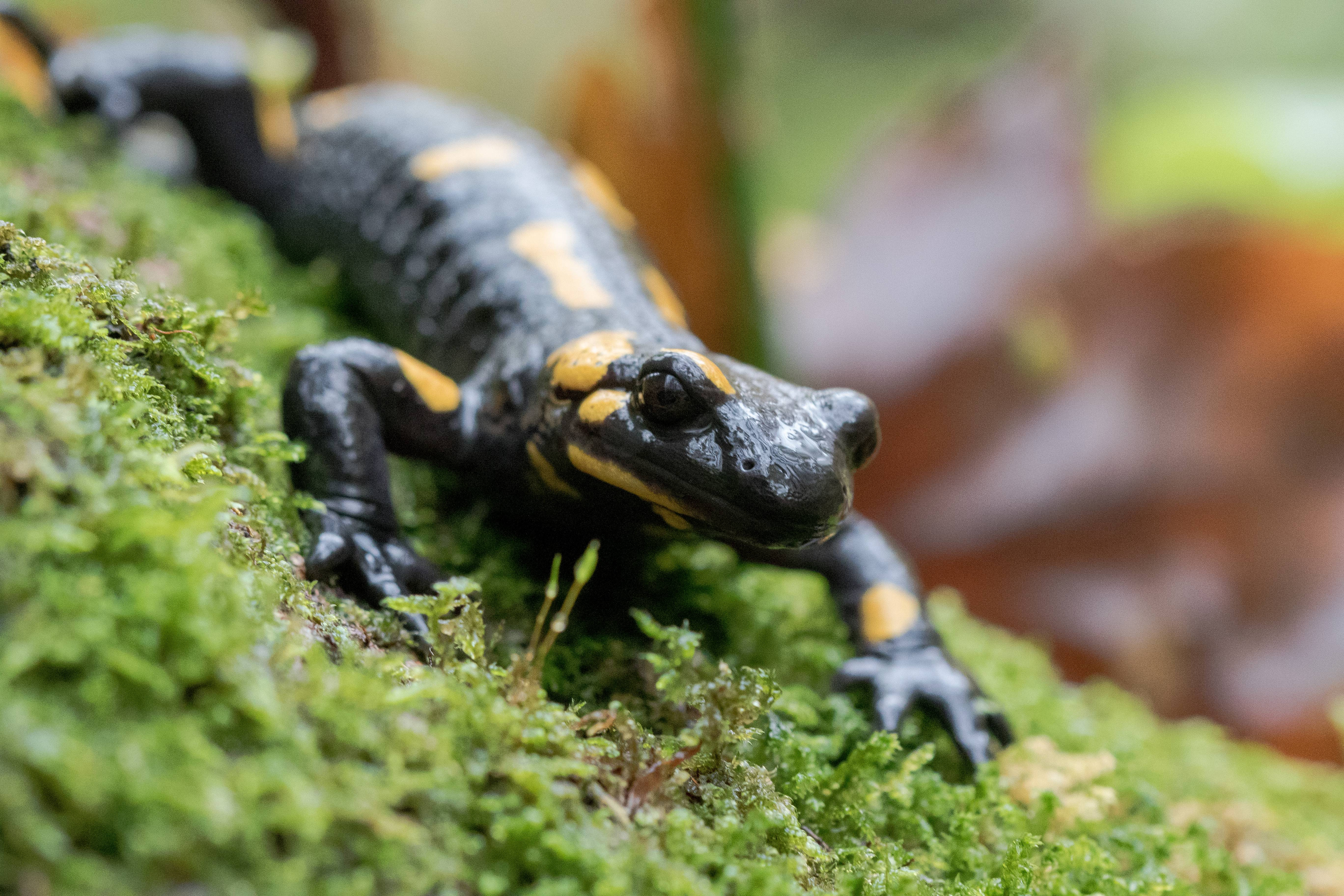
Foltos szalamandra Gombaszögön
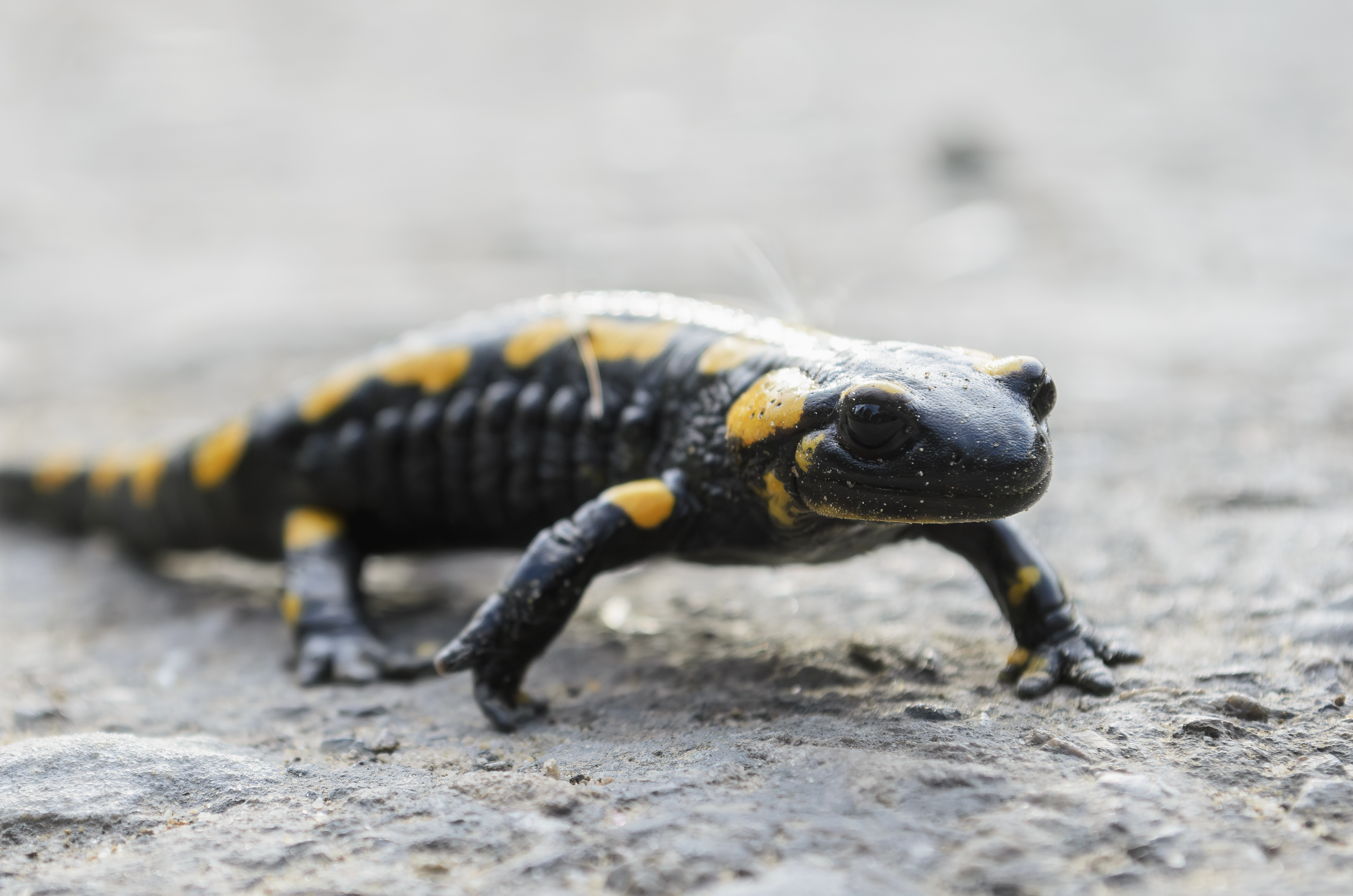
Foltos szalamandra Jaremcse egy utcáján